# Viola schneideri
Viola schneideri är en violväxtart som beskrevs av Wilhelm Becker. Viola schneideri ingår i släktet violer, och familjen violväxter. Inga underarter finns listade i Catalogue of Life.